# جودي تيجارت
جودي تيجارت (بالإنجليزية: Judy Tegart)‏ مواليد 12 ديسمبر 1937 في ملبورن، هي لاعبة كرة مضرب أسترالية. هي إحدى بطلات الجراند سلام. أعلى تصنيف لها في الفردي كان المركز الـ 7 في سنة 1968.

## بطولات حققتها
- بطولة ويمبلدون
- بطولة أستراليا المفتوحة للتنس
- بطولة أمريكا المفتوحة للتنس

## النهائيات

### الفردي: النهائيات 1 (الوصافة 1)
| الحصيلة | السنة | البطولة  | الأرضية | المنافس في النهائي | النتيجة في النهائي |
| الوصافة | 1968  | ويمبلدون | عشبية   | بيلي جين كينغ      | 7–9, 5–7           |

## الخط الزمني للفردي
مفتاح
| ف | ن | ن.ن | ر.ن | د# | د.م | ل | أ.أ | ت | غ | ب | ف | ذ | م.خ | ل.ت |

(ف) فاز بالبطولة (ن) وصل النهائي (ن.ن) نصف النهائي (ر.ن) ربع النهائي (د#) الأدوار الأربعة الأولى (د.م) دور المجموعات (ل) شارك في كأس ديفيز (أ.أ) خرج من الأدوار الاولى (ت) خسر التصفيات التأهيلية (غ) غاب عن الحدث أو البطولة (ب) حصل على ميدالية برونزية (ف) حصل على ميدالية فضية (ذ) حصل على ميدالية ذهبية (م.خ) بطولة الماسترز خُفضت إلى مرتبة أقل (ل.ت) البطولة لم تعقد في السنة المعينة.
لتجنب الارتباك وازدواجية الحساب، يتم تحديث هذه المعلومات إما في نهاية البطولة، أو عندما تكون مشاركة اللاعب في البطولة قد انتهت.
| الدورة           | 1957  | 1958  | 1959  | 1960  | 1961  | 1962  | 1963  | 1964  | 1965  | 1966  | 1967  | 1968  | 1969  | 1970  | 1971  | 1972  | 1973  | 1974  | 1975  | 1976  | 1977  | 1977  | إجمالي ف/م |
| ---------------- | ----- | ----- | ----- | ----- | ----- | ----- | ----- | ----- | ----- | ----- | ----- | ----- | ----- | ----- | ----- | ----- | ----- | ----- | ----- | ----- | ----- | ----- | ---------- |
| أستراليا         | د1    | د1    | د1    | غ     | د3    | ر.ن   | د2    | ر.ن   | ر.ن   | ر.ن   | ر.ن   | ن.ن   | د1    | ر.ن   | غ     | غ     | غ     | ر.ن   | غ     | د1    | د1    | ر.ن   | 0 / 17     |
| فرنسا            | غ     | غ     | غ     | غ     | غ     | د3    | د2    | د4    | غ     | د4    | د4    | غ     | غ     | د2    | غ     | د4    | غ     | غ     | غ     | غ     | غ     | غ     | 0 / 7      |
| بطولة ويمبلدون   | غ     | غ     | غ     | غ     | غ     | د4    | د3    | د4    | د3    | د4    | ر.ن   | ن     | ر.ن   | د4    | ن.ن   | د3    | غ     | غ     | د2    | غ     | غ     | غ     | 0 / 12     |
| الولايات المتحدة | غ     | غ     | غ     | غ     | غ     | د2    | د4    | د4    | د3    | د3    | د4    | ر.ن   | غ     | د3    | ر.ن   | غ     | غ     | غ     | غ     | غ     | غ     | غ     | 0 / 9      |
| م.ف              | 0 / 1 | 0 / 1 | 0 / 1 | 0 / 0 | 0 / 1 | 0 / 4 | 0 / 4 | 0 / 4 | 0 / 3 | 0 / 4 | 0 / 4 | 0 / 3 | 0 / 2 | 0 / 4 | 0 / 2 | 0 / 2 | 0 / 0 | 0 / 1 | 0 / 1 | 0 / 1 | 0 / 2 | 0 / 2 | 0 / 45     |

- إجمالي ف / م = إجمالي الفوز والمشاركة

## روابط خارجية
- جودي تيجارت على موقع رابطة محترفات التنس (الإنجليزية)
- جودي تيجارت على موقع الاتحاد الدولي لكرة المضرب (الإنجليزية)
- جودي تيجارت على موقع كأس بيلي جين كينغ (الإنجليزية)
- جودي تيجارت على موقع اتحاد التنس الأسترالي (الإنجليزية)
- جودي تيجارت على موقع بطولة ويمبلدون (الإنجليزية)
- جودي تيجارت على موقع خلاصة التنس.كوم (الإنجليزية)